# Topolino e Paperino marinai
Topolino e Paperino marinai (Tugboat Mickey) è un film del 1940 diretto da Clyde Geronimi. È un cortometraggio animato della serie Mickey Mouse, prodotto dalla Walt Disney Productions e uscito negli Stati Uniti il 26 aprile 1940, distribuito dalla RKO Radio Pictures. Dal 1994 viene distribuito col titolo Topolino lupo di mare. Nel 1978 fu inserito nel film di montaggio Buon compleanno Topolino.

## Trama
Topolino, Paperino e Pippo lavorano a un noleggio rimorchiatori. Mentre Topolino rivernicia l'albero maestro del suo rimorchiatore, arriva una chiamata alla radio riguardo ad una nave che affonda a cui serve assistenza. Quando Topolino suona l'allarme, Paperino e Pippo si precipitano nella sala macchine dell'imbarcazione. Qui Pippo cerca di alimentare la caldaia con il carbone, ma lo sportello è dotato di una propria volontà e oppone resistenza; Paperino intanto, cercando di far muovere un pistone, finisce per peggiorare la situazione. Quando Pippo riesce ad alimentare la caldaia, finisce per sovraccaricarla, facendo andare fuori controllo il rimorchiatore. Ben presto la caldaia esplode, insieme a tutta l'imbarcazione; solo allora i tre amici scoprono che la richiesta di aiuto era in realtà parte di un radiodramma e per questo "annegano" la radio.

## Distribuzione

### Edizione italiana
Il cortometraggio fu distribuito in Italia tra ottobre e novembre 1948; in seguito tornò al cinema nel settembre 1970 all'interno del programma Topolino Story. Il corto fu poi doppiato nel 1979 dalla DEFIS per il film di montaggio Buon compleanno, Topolino (1978); tale ridoppiaggio venne utilizzato nel 1982 per l'inclusione nella VHS Buon compleanno Topolino. Nel 1994, per la riedizione VHS, il corto fu nuovamente doppiato dal Gruppo Trenta. Tale doppiaggio è stato usato nelle varie occasioni successive, incluso lo streaming su Disney+, mentre in DVD è stato scelto il doppiaggio DEFIS.

### Cinema
- Topolino e Paperino Marinai (novembre 1948)
- Topolino Story (settembre 1970)[4]
- Buon compleanno Topolino (settembre[7][8] 1979)

### Edizioni home video

#### VHS
- Buon compleanno Topolino (settembre 1982)[1]
- Topolino lupo di mare (marzo 1994)[2]
- Storie quasi titaniche (ottobre 1998)[9]
- Topolino un eroe, mille avventure (settembre 2000)[10]

#### DVD
Il cortometraggio è incluso nel DVD Walt Disney Treasures: Topolino star a colori - Vol. 2.